# Río Amisk
El río Amisk (del inglés: Amisk River) es un corto río de unos 70 km de la vertiente de la bahía de Hudson de Canadá que discurre por el centro-este de la provincia de Alberta. El río se forma en el lago Amisk y viaja en dirección sureste hasta desembocar, por la margen derecha, en el río Beaver, un afluente del río Churchill.
El principal afluente es el arroyo Whitefish y el río también drena los lagos Little Beaver, Cordwood y Drink.
El nombre del río es una palabra cree que significa castor.